# Thiania roseofasciata
Thiania roseofasciata är en spindelart som beskrevs av Carl Ludwig Doleschall 1895. Thiania roseofasciata ingår i släktet Thiania och familjen hoppspindlar. Inga underarter finns listade i Catalogue of Life.